# Індуковані плюрипотентні стовбурові клітини

Схема отримання індукованих плюрипотентних стовбурових клітин (ІПСК).
1. Виділення та культивування клітин донора
2. Трансдукція клітин вірусним вектором, що містить гени, які експресуються в стовбурових клітинах; червоним показані клітини, що експресують привнесені гени
3. Збирання та культивування клітин як ембріональних стовбурових з використанням мітотично неактивних живильних клітин (світлосірі)
4. Невелика частина трансфекованих клітин перетворюється на ІПСК і утворює колонії подібно до ембріональних стовбурових клітин

Індуковані плюрипотентні стовбурові клітини (ІПСК) являють собою тип стовбурових клітин, отриманих штучно в лабораторних умовах зі зрілих диференційованих клітин організму ссавців, зокрема людини. ІПСК отримують за допомогою штучного введення у клітину білків транскрипційних факторів або мікроРНК, внаслідок якого запускається програма перетворення клітини на недиференційовану стовбурову. Для індукування таких клітин зазвичай використовуються фібробласти шкіри. Отримані ІПСК диференціюються за допомогою інших транскрипційних факторів у різні типи клітин, зокрема нейрони та кардіоміоцити.
ІПСК використовують для дослідження клітин конкретної людини, які не можна отримати за допомогою біопсії, зокрема клітин мозку. Спеціальні методи культивування дозволяють досліджувати також складні багатоклітинні структури (органоїди), утворені з клітин, отриманих диференціацію ІПСК.

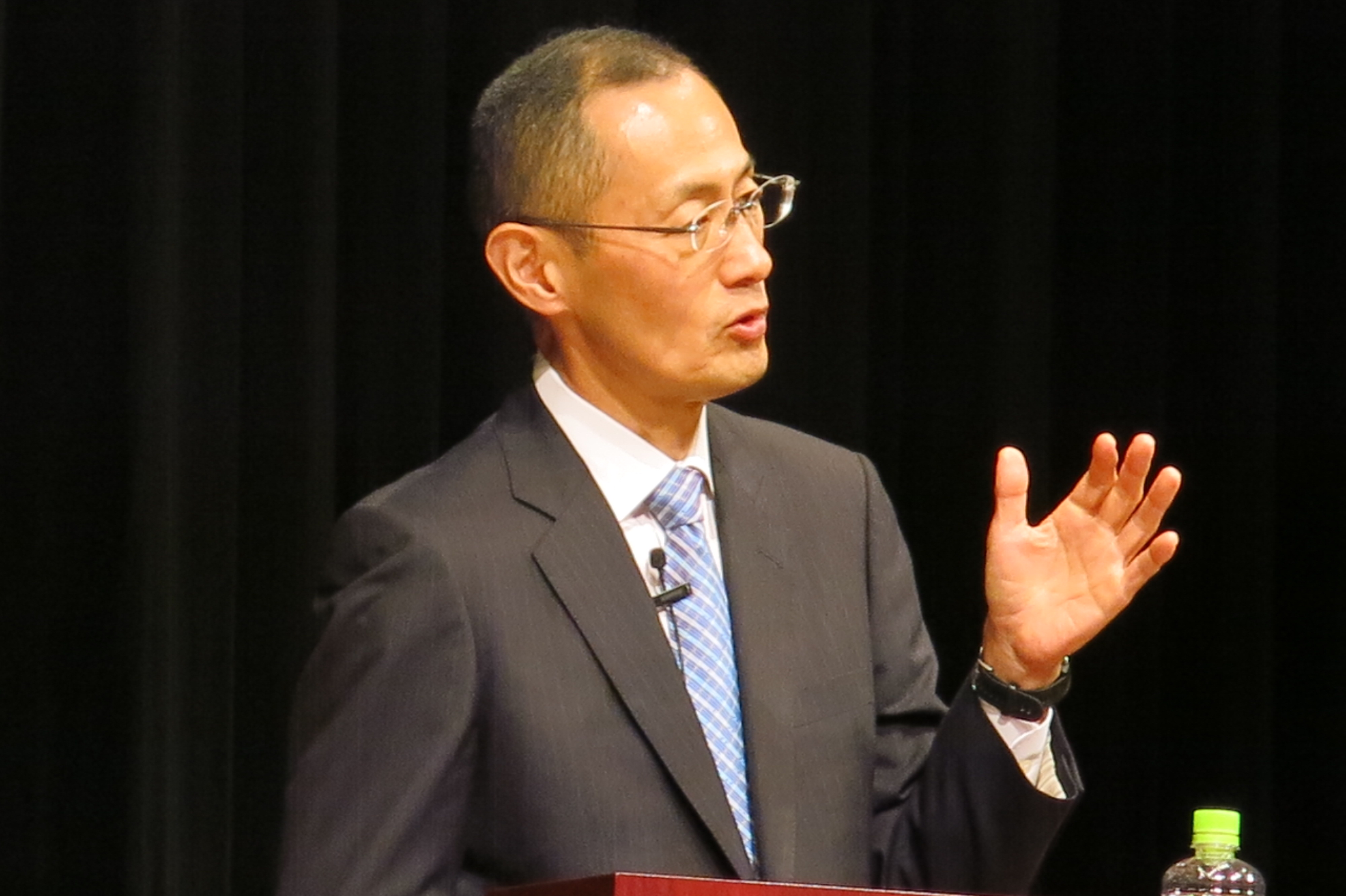
Лекція Нобелевського лауреата з фізіології та медицини Сін'я Яманака «Нова ера медицини з клітинами iPS — послання майбутнім вченим» (2012)

За відкриття способу отримання індукованих плюрипотентних стовбурових клітин японський біолог Сін'я Яманака отримав Нобелівську премію з фізіології або медицини в 2012 році. Яманака показав, що для отримання ІПСК достатньо лише 4 транскрипційні фактори, а саме OCT4, c-MYC, SOX2, KLF4.